# Венера из Берехат-Рама

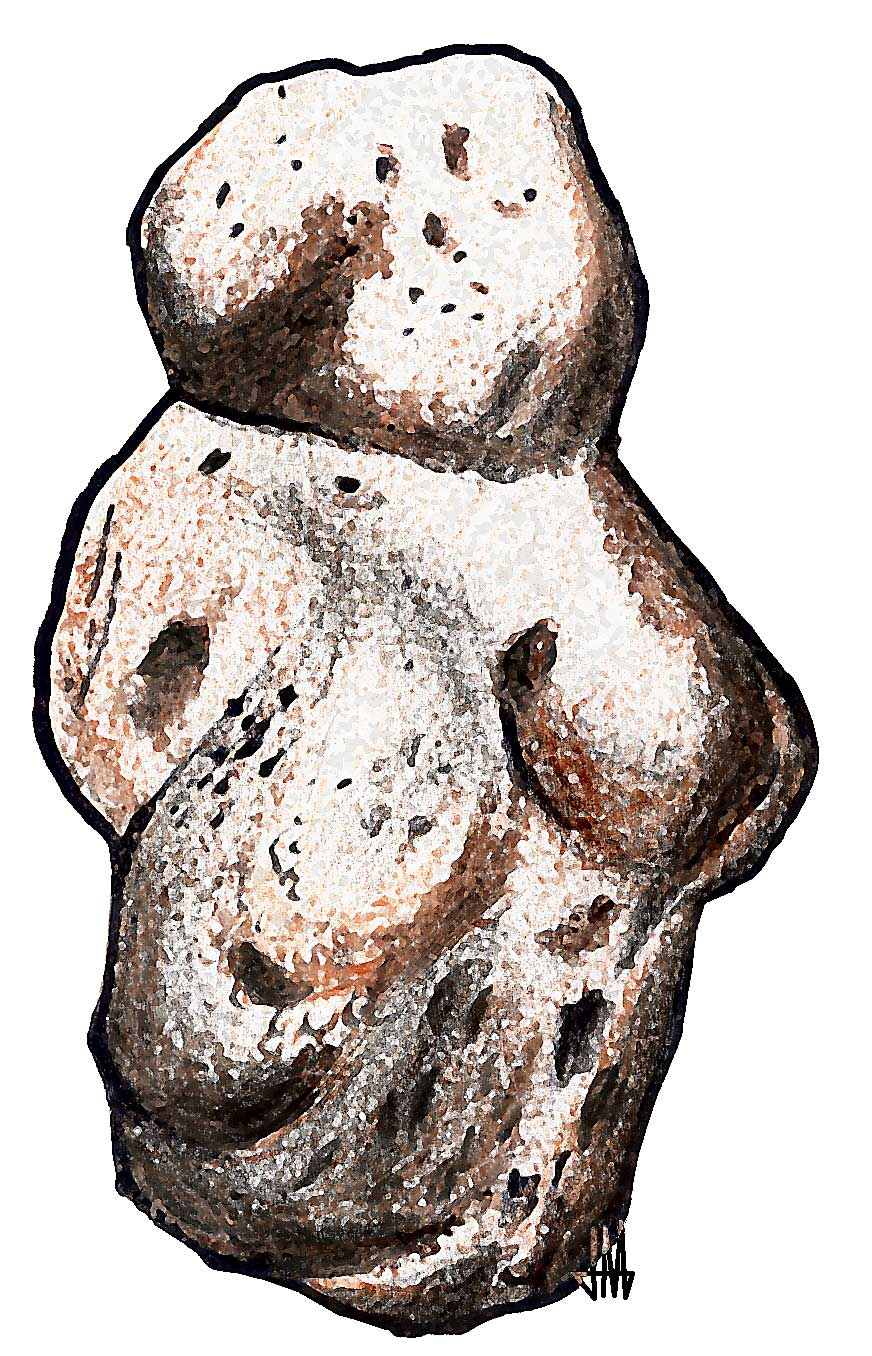
Зарисовка объекта из Берехат-Рама

Венера из Берехат-Рама — камень, найденный в 1981 году при археологических раскопках близ озера Рам (ивр. בְּרֵכָת רָם‎ — бреха́т Рам, береха́т Рам) на Голанских высотах.
Представляет собой антропоморфный камень из туфа длиной 35 мм, на котором сделаны по крайней мере 3 прореза, возможно, выгравированные с помощью остроконечного камня.
Объект был выявлен археологом из Еврейского университета в Иерусалиме Наамой Горен-Инбар (ивр. נעמה גורן-ענבר‎). Она утверждает, что это не что иное, как статуэтка — артефакт, изготовленный представителем вида Homo erectus (ашельская культура начала среднего палеолита, примерно 230 тысяч лет тому назад). Затем микроскопическое исследование объекта провёл Александр Маршак в 1997 году, тоже пришедший к выводу об искусственных бороздках на объекте.
Как и в случае с Венерой из Тан-Тана, рукотворное происхождение насечек на камне оспаривается; также нет доказательств того, что насечки выполнены с целью изобразить человека. Обычно палеолитическими Венерами называют статуэтки позднего палеолита, изображающие женщин.